# Tang-e Moḩammad Ḩājjī
Tang-e Moḩammad Ḩājjī (persiska: تنگ محمد حاجی, Moḩammad Ḩājī, Moḩammad Ḩājjī, Tang-e Moḩammad Ḩājī) är en ort i Iran.   Den ligger i provinsen Lorestan, i den västra delen av landet, 300 km sydväst om huvudstaden Teheran. Tang-e Moḩammad Ḩājjī ligger 1 577 meter över havet och antalet invånare är 137.
Terrängen runt Tang-e Moḩammad Ḩājjī är varierad. Runt Tang-e Moḩammad Ḩājjī är det ganska tätbefolkat, med 116 invånare per kvadratkilometer. Närmaste större samhälle är Borujerd, 18,0 km norr om Tang-e Moḩammad Ḩājjī. Trakten runt Tang-e Moḩammad Ḩājjī består till största delen av jordbruksmark.